# Letsjchoemigebergte
Het Letsjchoemigebergte (Georgisch: ლეჩხუმის ქედი, Letsjchoemis kedi ) is een circa 60 kilometer lang en maximaal 25 kilometer breed oost-west-georiënteerd gebergte van de Grote Kaukasus in het noorden van Georgië. Het gebergte ligt geheel in de regio Ratsja-Letsjchoemi en Kvemo Svaneti.

## Geografie
Het gebergte ligt tussen de rivier Tschenistskali bij Lentechi en Tsageri in het westen tot de berg Loechoenistsveri (3216 m) in het oosten, waar het Sjoda-Kedela-gebergte aansluit. De hoogste toppen bevinden zich in het centraal gelegen massief Tsjoetcharo-Samertschle: Tsjoetcharo (3562 m), Samertschle (3540 m), en Kareta (3354 m). Ten noorden hiervan is de Sjoesjara (3405 m) een prominente berg. In de westelijke flank is de 3043 meter hoge Tekali het hoogste punt. In het gebergte liggen enkele gletsjers op de noordelijke hellingen van het Tsjoetcharo-Samertschle-massief en de berg Sjoesjara. 
Het Letsjchoemigebergte is via de Vatsistsveri-pas (2910 m) verbonden met de hoofdkam van de Grote Kaukasus bij de berg Pasismta (3779 m) op de Georgisch-Russische grens. Deze pas is ook de waterscheiding tussen de rivieren Tschenistskali en Rioni, die hier dicht bij elkaar ontspringen. Deze twee rivieren stromen respectievelijk westelijk en oostelijk rondom het Letsjchoemigebergte naar de zuidwesthoek van het gebergte waar ze parallel het gebied verlaten. 
Het Letsjchoemigebergte ligt in de gemeenten Lentechi, Tsageri en Ambrolaoeri van de regio Ratsja-Letsjchoemi en Kvemo Svaneti. Het gebied wordt niet doorsneden door wegen, met uitzondering van enkele doodlopende toegangswegen voor dorpen in de hoger gelegen valleien. Wel zijn er enkele wandelroutes die het gebergte traverseren, waaronder over het hoogste deel van het gebergte, de 3036 meter hoge Kelida-pas langs het Tsjoetcharo-Samertschle-massief.

## Geologie
Het gebergte heeft glaciale landvormen, waaronder trog- en keteldalen. Het bestaat voornamelijk uit leisteen, zandsteen en kalksteen uit het vroege- en midden Jura tijdperk. De bergen zijn voornamelijk bedekt met eiken, haagbeuken, beuken, sparren en sparren terwijl de hoogste regionen bestaan uit (sub)alpiene landschappen.